# Teatro India
Il Teatro India è un teatro di Roma, seconda sede della fondazione Teatro di Roma dopo il Teatro Argentina.

## Storia
Il Teatro India nacque per offrire una seconda sede al Teatro di Roma dopo quella storica del Teatro Argentina. I progetti per la seconda sede del teatro videro impegnato in prima persona l'allora direttore artistico del Teatro Argentina, l'attore e regista Mario Martone, che in prima persona scelse il nome del nuovo stabile: India. La scelta toponomastica si collega al fatto che anche l'altro stabile ha un nome apparentemente di nazione: così l'India voleva evocare, nel nome, un luogo ricco di storia e di memorie.
L'originaria struttura del teatro è costituita da alcuni capannoni un tempo sede degli stabilimenti dell'industria produttrice di saponi e solventi Mira Lanza: siti nei pressi di viale Marconi, erano stati abbandonati nei primi anni cinquanta per divenire poi sede dei magazzini della ditta Rancati, nota società di attrezzistica teatrale e cinematografica.
Interessato a conservare il patrimonio di architettura industriale che il complesso ex Mira Lanza costituiva, il comune di Roma si adoperò per acquistarne una parte. Nell'estate del 1999 terminarono i lavori di restauro dello stabile che venne inaugurato nel dicembre dello stesso anno con il nome di Teatro India. Con la sua nascita, l'India detiene il primato di ultimo teatro aperto a Roma nello scorso secolo.